# Coloni FC188
O FC188/FC188B é o modelo da Coloni da temporada de 1988 e parte da de 1989 da F-1. 
Condutores: Gabriele Tarquini, Roberto Moreno, Pierre-Henri Raphanel e Enrico Bertaggia.
http://b.f1-facts.com/ul/a/4218

## Resultados[1][2]
(legenda) 
| Ano  | Chassi | Motor                | Pneus | N° | Pilotos               | 1   | 2   | 3   | 4   | 5   | 6   | 7   | 8   | 9   | 10  | 11  | 12  | 13  | 14  | 15  | 16  | Pontos | Posição  |  |
| ---- | ------ | -------------------- | ----- | -- | --------------------- | --- | --- | --- | --- | --- | --- | --- | --- | --- | --- | --- | --- | --- | --- | --- | --- | ------ | -------- |  |
|      |        |                      |       |    |                       |     |     |     |     |     |     |     |     |     |     |     |     |     |     |     |     |        |          |  |
|      |        |                      |       |    |                       | BRA | SMR | MON | MEX | CAN | USE | FRA | GBR | GER | HUN | BEL | ITA | POR | ESP | JAP | AUS |        |          |  |
| 1988 | FC188  | Ford Cosworth DFZ V8 | G     | 31 | Gabriele Tarquini     | Ret | Ret | Ret | 14  | 8   | NPQ | NPQ | NPQ | NPQ | 13  | NC  |     |     |     |     |     | 0      | NC (14º) |  |
| 1988 | FC188B | Ford Cosworth DFZ V8 | G     | 31 | Gabriele Tarquini     |     |     |     |     |     |     |     |     |     |     |     | NQ  | 11  | NPQ | NPQ | NQ  | 0      | NC (14º) |  |
|      |        |                      |       |    |                       |     |     |     |     |     |     |     |     |     |     |     |     |     |     |     |     |        |          |  |
|      |        |                      |       |    |                       | BRA | SMR | MON | MEX | EUA | CAN | FRA | GBR | GER | HUN | BEL | ITA | POR | ESP | JAP | AUS |        |          |  |
| 1989 | FC188B | Ford Cosworth DFR V8 | P     | 31 | Roberto Moreno        | NQ  | NQ  | Ret | NQ  | NQ  |     |     |     |     |     |     |     |     |     |     |     | 01     | NC (18º) |  |
| 1989 | FC188B | Ford Cosworth DFR V8 | P     | 32 | Pierre-Henri Raphanel | NPQ | NPQ | Ret | NPQ | NPQ |     |     |     |     |     |     |     |     |     |     |     | 01     | NC (18º) |  |

↑1  Do GP do Canadá até a Austrália utilizou o chassi C3. A partir do GP da Bélgica até a última prova do campeonato, Enrico Bertaggia substituiu Pierre-Henri Raphanel.